# استاروبیلسک
۴۹°۱۶′۳۹″ شمالی ۳۸°۵۵′۲۷″ شرقی / ۴۹٫۲۷۷۵۰°شمالی ۳۸٫۹۲۴۱۷°شرقی
استاروبیلسک (به روسی: Старобільськ) شهری است در استان لوهانسک که در کشور اوکراین قرار دارد، جمعیت این شهر ۱۶,۲۶۷ (۲۰۲۱ تخمینی) نفر است.

## نگارخانه

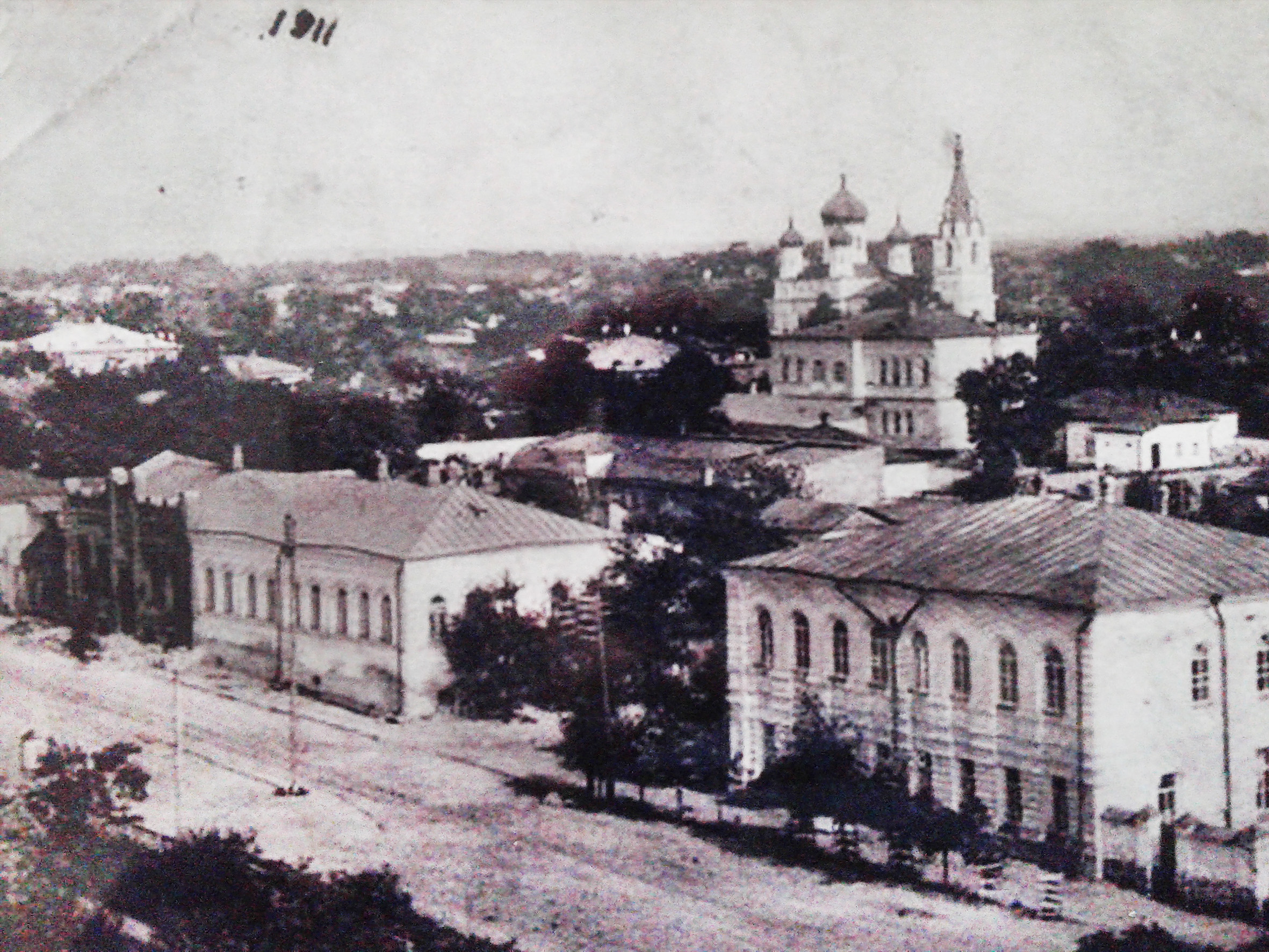
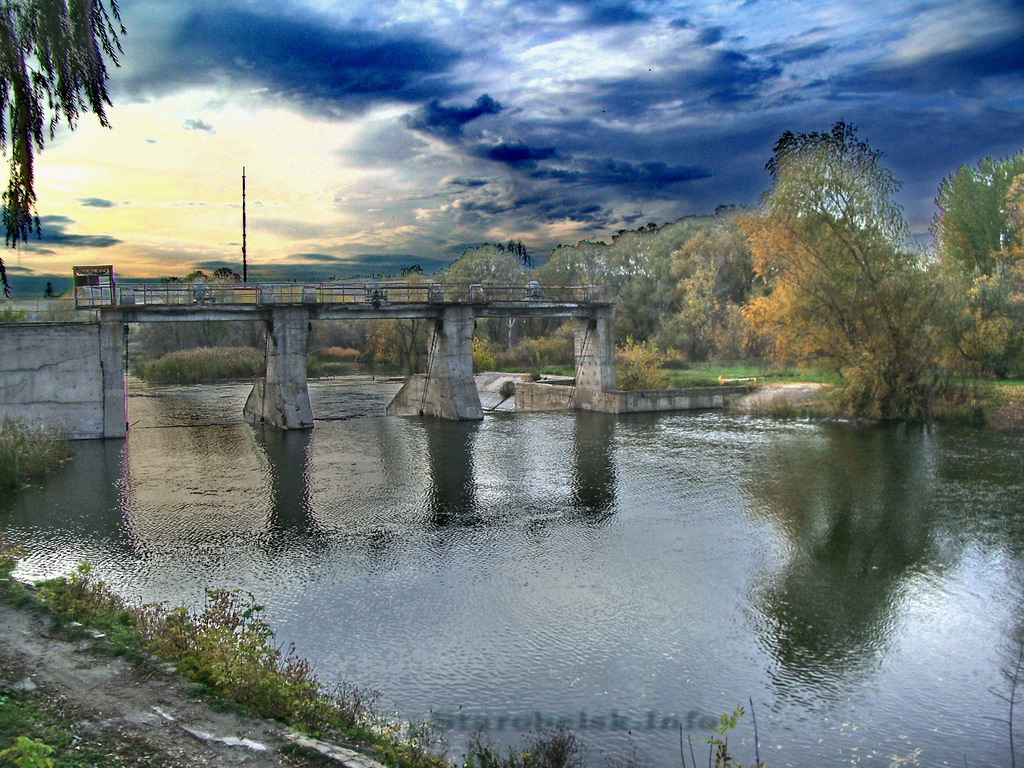
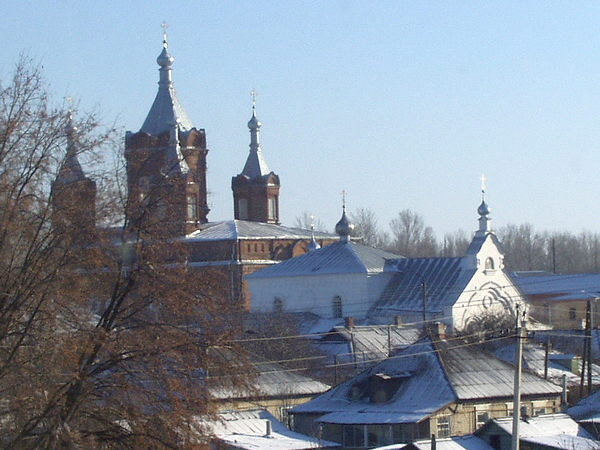

### شهرهای خواهر خوانده
- لوبلین، لهستان